# Filles en chaleur
Pour plus de détails, voir Fiche technique et Distribution.
Filles en chaleur (titre original : Semmel, Wurst und Birkenwasser) est un film allemand réalisé par Hans D. Bornhauser, sorti en 1972.

## Synopsis
Trois amis vivent dans la petite ville de Bumshausen : un boulanger, un boucher et un coiffeur. Lorsqu'un film sexuel est projeté pour la première fois au cinéma local, les trois hommes sont motivés à rechercher des expériences sexuelles. Cependant, ils doivent faire face à leurs épouses et à leurs patrons stricts (qui surveillent constamment le comportement de leurs subordonnés).

## Fiche technique
- Titre original : Semmel, Wurst und Birkenwasser
- Titre français : Filles en chaleur
- Réalisation : Hans D. Bornhauser
- Scénario : Hans D. Bornhauser
- Musique : Hans D. Bornhauser
- Photographie : Didi von Rossek
- Montage : Elisabeth Porsche
- Production : Hans D. Bornhauser
- Société de production : Barny Bornhauser-Film
- Pays de production :  Allemagne de l'Ouest
- Langue : Allemand
- Format : Couleur - 1,66:1 - mono - 35 mm
- Genre : Érotique
- Durée : 82 minutes
- Dates de sortie :
  - Allemagne de l'Ouest : 1er décembre 1972.
  - France : 16 mars 1977[1].

## Distribution
- Michel Jacot : Eugène, le boulanger
- Walter Kraus : Otto, le boucher
- Lajos von Bagghi : Wilhelm, le coiffeur
- Rinaldo Talamonti (de) : Caruso
- Birgit Bergen : Leila
- Dorothea Rau : Marie
- Elke Boltenhagen : l'épouse de Wilhelm
- Anne Graf : Margot
- Hasso Preiss : le grand-père
- André Eismann : Bobby
- Renate Markl : la femme au foyer
- Noni Kuzmin :  la cliente
- Ulrike Butz : Doris, employée de boulangerie